# Tischrin-Talsperre
Die Tischrin-Talsperre (arabisch سد تشرين, DMG Sadd Tišrīn) liegt am Euphrat im Norden Syriens etwa 90 km östlich von Aleppo. An ihrem Ufer liegt die aus der Frühzeit des Islam stammende Burg Qalʿat Nadschm. Die Talsperre wurde 1999 geflutet. Zuvor wurden neolithische Siedlungsspuren gesichert.
Im Zuge des syrischen Bürgerkriegs wurde der Damm zunächst im November 2012 von der oppositionellen Freien Syrischen Armee (FSA) und am 14. Mai 2014 von Truppen des terroristischen Islamischen Staats (IS) eingenommen. Um die Weihnachtszeit 2015 wurde er von Einheiten der Demokratischen Kräfte Syriens (SDF) erobert. Ein Rückeroberungsversuch durch den IS im Januar 2016 schlug fehl.
Die über den Damm führende Straße galt als wichtige Nachschubverbindung des IS zwischen deren Kerngebieten um ar-Raqqa einerseits sowie Manbidsch und dem türkisch-syrischen Grenzübergang bei Dscharabulus andererseits.
Infolge der Türkischen Militäroffensive in Nordsyrien 2019 wurde die Tischrin-Talsperre von der Syrischen Armee übernommen.